# آدا
آدا (بالإنجليزية: Ada)‏ هي مدينة أمريكية تقع في ولاية أوهايو. تبلغ مساحة هذه المدينة 4.8 (كم²)،ويبلغ عدد سكانها 5582 نسمة حسب إحصاء سنة 2010 م 5582.تشير إحصاءات سنة 2000م بأن الكثافة السكانية في هذه المدينة تقدر بـ(1151.6) نسمة/كم2 

## التركيبة السكانية
قام مكتب تعداد الولايات المتحدة بتحديد بيانات التركيبة السكانية لآدافي تعداد الولايات المتحدة. في ما يلي، التركيبة السكانية حسب تعدادي 2000 و2010.

### تعداد عام 2000
بلغ عدد سكان آدا 5,582 نسمة بحسب تعداد عام 2000، وبلغ عدد الأسر 1,783 أسرة وعدد العائلات 850 عائلة مقيمة في القرية.
وتوزع التركيب العرقي للقرية بنسبة 95.50% من البيض و 0.13% من الأمريكيين الأصليين و 1.25% من الأمريكيين ذوي الأصول الآسيوية و 1.58% من الأمريكيين الأفارقة و 1.24% من عرقين مختلطين أو أكثر.
```
وبلغت نسبة 
الأزواج
 القاطنين مع بعضهم البعض 37.6% من أصل المجموع الكلي للأسر، ونسبة 7.3% من الأسر كان لديها معيلات من الإناث دون وجود شريك، وكانت نسبة 52.3% من غير العائلات. تألفت نسبة 36.6% من أصل جميع الأسر من أفراد ونسبة 9.0% كانوا يعيش معهم شخص وحيد يبلغ من العمر 65 عاماً فما فوق. وبلغ الحجم الوسطي للأسر 2.92، أما الحجم الوسطي للعائلات فبلغ 2.22.
```

بلغ العمر الوسطي للسكان 22 عاماً. وكانت نسبة 48.6% بين الثامنة عشر والأربعة وعشرون عاماً، ونسبة 18.0% كانت واقعةً في الفئة العمرية ما بين الخامسة والعشرون حتى والأربعة وأربعون عاماً، ونسبة 12.5% كانت ما بين الخامسة والأربعون حتى الرابعة والستون، ونسبة 7.1% كانت ضمن فئة الخامسة والستون عاماً فما فوق. وتوزع التركيب الجنسي للسكان بنسبة 48.8% ذكور و51.2% إناث.

### تعداد عام 2010
بلغ عدد سكان آدا 5,952 نسمة بحسب تعداد عام 2010، وبلغ عدد الأسر 1,729 أسرة وعدد العائلات 846 عائلة مقيمة في القرية. في حين سجلت الكثافة السكانية 2,861.5 نسمة لكل ميل مربع (1,104.8/كم2). وبلغ عدد الوحدات السكنية 1,910 وحدة بمتوسط كثافة قدره 918.3 لكل ميل مربع (354.6/كم2).
وتوزع التركيب العرقي للقرية بنسبة 93.5% من البيض و 0.1% من الأمريكيين الأصليين و 1.9% من الأمريكيين ذوي الأصول الآسيوية و 1.9% من الأمريكيين الأفارقة و 1.9% من عرقين مختلطين أو أكثر.
بلغ عدد الأسر 1,729 أسرة كانت نسبة 24.7% منها لديها أطفال تحت سن الثامنة عشر تعيش معهم، وبلغت نسبة الأزواج القاطنين مع بعضهم البعض 37.7% من أصل المجموع الكلي للأسر، ونسبة 8.2% من الأسر كان لديها معيلات من الإناث دون وجود شريك، بينما كانت نسبة 3.1% من الأسر لديها معيلون من الذكور دون وجود شريكة وكانت نسبة 51.1% من غير العائلات. تألفت نسبة 38.0% من أصل جميع الأسر من أفراد ونسبة 8.5% كانوا يعيش معهم شخص وحيد يبلغ من العمر 65 عاماً فما فوق. وبلغ الحجم الوسطي للأسر 3.01، أما الحجم الوسطي للعائلات فبلغ 2.26.
بلغ العمر الوسطي للسكان 22.2 عاماً. وكانت نسبة 13.6% من القاطنين تحت سن الثامنة عشر، وكانت نسبة 49.5% بين الثامنة عشر والأربعة وعشرون عاماً، ونسبة 17.2% كانت واقعةً في الفئة العمرية ما بين الخامسة والعشرون حتى والأربعة وأربعون عاماً، ونسبة 13.5% كانت ما بين الخامسة والأربعون حتى الرابعة والستون، ونسبة 6.3% كانت ضمن فئة الخامسة والستون عاماً فما فوق. وتوزع التركيب الجنسي للسكان بنسبة 50.8% ذكور و49.2% إناث.